# Raymond de Canillac
Raymond de Canillac (ur: ok. 1300 – zm. 20 czerwca 1373 w Awinionie) − francuski duchowny. W młodości wstąpił do zakonu kanoników regularnych św. Augustyna i uzyskał doktorat z prawa rzymskiego i kanonicznego. Był opatem klasztoru w Conques i członkiem kapituły katedralnej w Maguelonne; w 1340 uzyskał od króla Francji Filipa VI potwierdzenie przywilejów kapituły. Wybór jego wuja na papieża Klemensa VI w 1342 roku otworzył mu drogę do najwyższych stanowisk w Kościele. 28 marca 1345 został arcybiskupem Tuluzy, a 17 grudnia 1350 − kardynałem prezbiterem Santa Croce in Gerusalemme. 4 listopada 1361 otrzymał promocję do rangi biskupa diecezji suburbikarnej Palestrina. Na konklawe 1362 był bliski wybrania na papieża. Autor Recolectiorum liber.